# Ратуша Саванни (Джорджія, США)
Ратуша Саванни (також Саванна Сіті-хол, англ. Savannah City Hall) — адміністративна будівля, що використовується як робочий простір (резиденція, осідок) мерії (міської влади) міста Саванна, штату Джорджія.